# Can't Blame a Girl for Trying
Can’t Blame a Girl for Trying es el EP debut de la cantante y actriz estadounidense Sabrina Carpenter. Lanzado por Hollywood Records el 8 de abril de 2014, en el proveedor de música iTunes. Fue posteriormente reemplazado por su álbum de estudio de 2015 en el que se incluyeron las 4 canciones. El EP fue producido por Brian Malouf, Jim McGorman, Robb Vallier, Matt Squire, Steve Tippeconic, Scott Harris, John Gordon y Julie Frost.
Musicalmente, el álbum tiene un sonido pop  con música folk y acústico. Su producción consiste en guitarras, piano, tambores y teclados. En general, el álbum habla de problemas adolescentes. Can't Blame a Girl for Trying produjo dos singles, "Can't Blame a Girl for Trying", lanzado el 14 de marzo de 2014 y "The Middle of Starting Over", lanzado el 19 de agosto de 2014.

## Antecedentes y grabación
Carpenter se involucró fuertemente con Disney Channel en 2013, haciendo varias apariciones en bandas sonoras como «Smile» para el álbum Disney Fairies: Faith, Trust And Pixie Dust» y “All You Need”, incluida en la banda sonora de Sofia the First. Ese mismo año, Sabrina firmó un contrato discográfico con Hollywood Records para lanzar su propia música. Sabrina planeaba lanzar un EP y luego lanzar un álbum de estudio, lanzó un EP con cuatro temas y luego lanzó una versión completa del EP más ocho temas nuevos al año siguiente.
Sabrina comenzó a grabar canciones para el EP en 2013 cuando estaba filmando para Girl Meets World hasta 2014. Trabajó con varios como Brian Malouf, Jim McGorman, y Matt Squire. Ella grabó «White Flag» en SOMD Studio en Los Ángeles, California con Larry Goetz haciendo la ingeniería y Matt Squire haciendo la mezcla de audio. «Best Thing I Got» se grabó en Gordon Studio DK y fue mezclado por John Gordon y Sune Haansbaek. Los dos sencillos del EP, «Can't Blame a Girl for Trying» y «The Middle of Starting Over» fueron grabados por Chris Thompson y mezclados por Malouf en Cookie Jar Recording en Sherman Oaks, California.

## Música y letras
El corte final de Can't Blame a Girl for Trying contiene cuatro temas. El álbum es un disco de pop adolescente lleno de acústica y country y fue comparado con los primeros álbumes de Taylor Swift. En todas las canciones Sabrina habla sobre el amor adolescente y sus problemas. Ninguna de las canciones fue escrita por Sabrina.
Can't Blame a Girl for Trying comienza con la canción que da título al disco «Can't Blame a Girl for Trying» una canción folk-pop de guitarra acústica que habla sobre cometer errores y ser tonta en el amor; Sabrina dice que la canción «describía perfectamente ser una niña de 13 años y ser una adolescente».  La segunda canción y single, «The Middle of Starting Over» tiene influencias country y pop adolescente. La canción habla de seguir adelante, empezar de nuevo y olvidar los errores. «The Middle of Starting Over» fue comparada con el trabajo de Taylor Swift en sus primeros álbumes.
Una balada folk-pop con guitarras, «White Flag» habla de los cambios en nuestra vida diaria y de que ninguna de las cosas malas que hacemos durará para siempre. El último tema del EP, «Best Thing I Got», es una canción pop de piano con batería y guitarra. Líricamente, la canción habla sobre el amor y «ser una chica no perfecta que quiere que la vida esté llena de libertad y aprender tu propia manera de lidiar con los problemas».

## Sencillos
"Can't Blame a Girl for Trying" es el sencillo principal del EP. Lanzado el 14 de marzo de 2014, en iTunes y se estrenó un día antes exclusivamente en Radio Disney. El video musical fue estrenado el 28 de marzo. La canción ganó en los Radio Disney Music Awards en la categoría "Best Crush Song."
El segundo sencillo, "The Middle of Starting Over" fue lanzado en Radio Disney en julio y estaba disponible el 19 de agosto de 2014. El video musical se estrenó el 21 de septiembre.

## Lista de canciones
| N.º   | Título                          | Escritor(es)                                               | Productor(es)                  | Duración |  |
| 1.    | «Can't Blame a Girl for Trying» | Meghan Trainor Al Anderson Chris Gelbuda                   | Brian Malouf                   | 2:49     |  |
| 2.    | «The Middle of Starting Over»   | Jim McGorman Robb Vallier Michelle Moyer Sabrina Carpenter | Malouf McGorman Vallier        | 3:32     |  |
| 3.    | «White Flag»                    | Sabrina Carpenter Cara Salimando Scott Harris Matt Squire  | Squire Steve Tippeconic Harris | 3:18     |  |
| 4.    | «Best Thing I Got»              | John Gordon Julie Frost Sabrina Carpenter                  | Gordon Frost                   | 3:19     |  |
| 12:58 |                                 |                                                            |                                |          |  |

## Charts
| Chart (2014)                      | Posicionamieto |
| --------------------------------- | -------------- |
| US Heatseekers Albums (Billboard) | 16             |